# 阿尔弗雷德·克林勒
阿尔弗雷德·克林勒（德語：Alfred Klingler，1912年10月25日—？），德国手球运动员。他曾代表德国参加1936年夏季奥林匹克运动会手球比赛，获得一枚金牌，他在其中三场比赛中有上场。